# Régiment d'artillerie à cheval de la Garde impériale (Second Empire)
Le régiment d'artillerie à cheval de la Garde impériale est une unité d'artillerie de la Garde impériale française du Second Empire créé en 1815 sous le nom de régiment d'artillerie à cheval de la Garde royale et qui devient le 24e régiment d'artillerie en 1871. Selon l'historique des corps de troupes et des inscriptions du drapeau du régiment la filiation primaire est la compagnie d'artillerie à cheval de la Garde consulaire créée en 1800.

## Création et différentes dénominations
- 12 nivôse an VIII (2 janvier 1800) : création de la compagnie d'artillerie à cheval de la Garde consulaire
- 1804 : création du régiment d'artillerie à cheval de la Garde impériale (1er Empire)
- 13 mai 1814 : Licencié
- 1er avril 1815 : Création du régiment d'artillerie à cheval de la Garde impériale (1er Empire)
- 16 juillet 1815 : comme l'ensemble de l'armée napoléonienne, il est licencié à la Seconde Restauration
- 14 septembre 1815 : formation du régiment d'artillerie à cheval de la Garde royale
- 5 août 1829 : Création du régiment d'artillerie de la Garde royale
- 1er mai 1854 : Création du régiment d'artillerie à cheval de la Garde impériale (2e Empire)
- 29 mars 1871 : Devient le 24e régiment d'artillerie

## Colonels et chefs de corps
- 12 nivôse an VIII (2 janvier 1800) : capitaine puis chef d'escadron Joseph Christophe Couin
- 1804 : colonel Joseph Christophe Couin
- 13 septembre 1808 : Augustin Marie d'Aboville
- 9 juillet 1809 : Jean-Jacques Desvaux de Saint-Maurice
- 1er avril 1815 : Jean Dubuard-Marin
- 15 septembre 1815 : Marquis Marie Constant Fidèle Henri d'Hautpoul
- 28 mai 1823 : Comte Victor Marie Joseph Louis Riquet de Camaran
- 1er mai 1854 : Marie Justin Lin Soleille
- 1855 : Gaëtan de Grimaudet de Rochebouët
- 1859 : Clément Vernhet de Laumière
- 1862 : Sigismond Guillaume de Berckheim[1]
- 1866 : Félix Clappier[2],[3]

## Historique des garnisons, combats et batailles

### Compagnie d'artillerie à cheval de la Garde consulaire (1800-1804)
Le 12 nivôse an VIII (2 janvier 1800) la compagnie d'artillerie à cheval de la Garde consulaire est créée.
En 1800, elle est affectée à l'armée de réserve et se trouve aux batailles de Montebello et de Marengo.

### Régiment d'artillerie à cheval de la Garde impériale (1804-1815)
Le régiment d'artillerie à cheval de la Garde impériale est créée en 1804, avec pour noyau la compagnie d'artillerie à cheval de la Garde consulaire.
De 1805 à 1807, le régiment, affecté à la Grande Armée, est engagé dans la campagne d'Allemagne à la bataille d'Austerlitz en 1805, dans la campagne de Prusse à la bataille d'Iéna en 1806 et dans la campagne de Pologne à la bataille d'Eylau en 1807.
Affecté à l'armée d'Allemagne il participe aux batailles d'Essling et de Wagram en 1809
En 1812, il rejoint la Grande Armée et participe à la campagne de Russie. Il s'illustre durant les batailles de La Moskowa, de Maloïaroslavets, de Krasnoï et de La Bérézina.
En 1813, batailles de Dresde, de Leipzig et de Hanau.
En 1814, pendant la campagne de France, le régiment se trouve aux batailles de La Rothière, de Montereau, de Craonne et de Reims.

Le 12 mai 1814, après la première abdication de Napoléon Ier, le régiment d'artillerie à cheval de la Garde impériale est licencié.
Le 1er avril 1815, après le retour de Napoléon Ier, le régiment d'artillerie à cheval de la Garde impériale est recréé.
Il participe à la campagne de Belgique et se trouve aux batailles de Ligny et de Waterloo.
Le 16 juillet 1815, après la seconde abdication de Napoléon Ier, le régiment est licencié et dissous.

### Régiment d'artillerie à cheval de la Garde royale (1815-1829)
Le 14 septembre 1815, la seconde Restauration forme par ordonnances royales des 1er et 14 septembre 1815 le régiment d'artillerie à cheval de la Garde royale.
Par ordonnance du 5 août 1829 le régiment d'artillerie à cheval de la Garde royale disparait après sa fusion avec le régiment d'artillerie à pied de la Garde royale.

### Régiment d'artillerie à cheval de la Garde impériale (1854-1871)
Le régiment d'artillerie à cheval de la Garde impériale est formé, à Versailles, par décret du 1er mai 1854.
Affecté à l'armée d'Orient, il participe à la bataille de Traktir en 1855 et au siège de Sébastopol.
En 1859, engagé dans la campagne d'Italie, le régiment est engagé dans les batailles de Magenta et de Solférino.
Lors de la guerre franco-allemande de 1870 le régiment est affectées à l'armée du Rhin. Il combat aux batailles de Borny, de Rezonville, et de Saint-Privat. 
Le 27 octobre 1870, l'unité est faite prisonnière de guerre lors de la capitulation de Metz.
À la suite de la capitulation de Napoléon III et de la proclamation de la République un nouveau régiment d'artillerie est formé par décret du 29 mars 1871, avec les débris du régiment d'artillerie à cheval de la Garde impériale sous le nom de 24e régiment d'artillerie. 

## Personnalités
- Adrien Dubouays de la Bégassière, alors capitaine[5]

## Sources et bibliographie
- Alain Pigeard, La Garde impériale, Paris, Tallandier, coll. « Bibliothèque napoléonienne », novembre 2005, 637 p. (ISBN 978-2-84734-177-5, BNF 40095788).
- Louis Susane : Histoire de l'artillerie Française, J. Hetzel et cie., 1874 - 444 p. [lire en ligne]
- Historiques des corps de troupe de l'armée française (1569-1900)